# Mimetus madacassus
Mimetus madacassus là một loài nhện trong họ Mimetidae.
Loài này thuộc chi Mimetus. Mimetus madacassus được miêu tả năm 1996 bởi Emerit.